# AGM-114
AGM-114 Хелфайър е американска многоцелева, многоплатформена модулна ракета, произвеждана от Локхийд Мартин.
Разработването ѝ започва през 1974 като ново оръжие за вертолети, специално пригодено за борба с танкове и други бронирани цели. Производството на базовия вариант започва през 1982, и оттогава насам са разработени още няколко варианта с различни платформи и предназначения.
Базовият вариант, 114А, има обсег от 8 километра, лазерно самонасочване и кумулативна бойна глава с тегло 8 килограма. Теглото на ракетата е 45 килограма, с дължина 163 сантиметра и максимална скорост от около 1700 км/ч. Стандартните носители в американската армия са вертолетите AH-64 Апачи и AH-1 Кобра / Супер Кобра. Използват се и на различни модификации на джиповете Хъмви, безпилотните летателни апарати MQ-1 Предатър, MQ-1C Уориър и MQ-9 Рийпър, вертолетите SH-60 Сийхоук, OH-58 Кайова и UH-60 Блекхоук.
Извън американските въоръжени сили, Хелфайър е в комплектите с въоръжение на вертолетите Юрокоптър Тайгър, А129 Мангуста и WAH-64 Апачи, Чесна 208 в модификации за Ливан и Ирак, и шведските бойни катери Стридсбот 90.
Хелфайър е на въоръжение в Австралия, Великобритания, Гърция, Египет, Израел, Ирак, Италия, Кувейт, Ливан, Норвегия, ОАЕ, САЩ, Сингапур, Тайван, Турция, Франция, Холандия, Швеция и Япония.
Почти всички варианти на ракетата са с лазерно насочване, като само един, AGM-114L, е с радарно.